# هیچ‌جا خانه خود آدم نمی‌شود
هیچ‌جا خانهٔ خود آدم نمی‌شود (انگلیسی: Home, Sweet Home) یک فیلم صامت آمریکایی در سبک زندگی‌نامه‌ای به کارگردانی دیوید وارک گریفیث است که در سال ۱۹۱۴ منتشر شد.

## بازیگران
- هنری بی. والتهال
- لیلین گیش
- دوروتی گیش
- می مارش
- ماری آلدن
- دونالد کریسپ
- جک پیکفورد
- اوون مور
- ادوارد دیلان
- کارل براون
- رالف لویس
- جوزفین کرول
- میریام کوپر
- بلانش سوئیت
- کورتنی فوت